# (8051) Pistoria
(8051) Pistoria est un astéroïde de la ceinture principale.

## Description
(8051) Pistoria est un astéroïde de la ceinture principale. Il fut découvert le 13 août 1997 à San Marcello Pistoiese par Luciano Tesi et Gabriele Cattani. Il présente une orbite caractérisée par un demi-grand axe de 2,26 UA, une excentricité de 0,14 et une inclinaison de 5,5° par rapport à l'écliptique.

## Compléments